# Şebnem Paker
Şebnem Paker (ur. w czerwcu 1977 w Stambule) – turecka piosenkarka i nauczycielka.
Dwukrotna reprezentantka Turcji w Konkursie Piosenki Eurowizji (1996, 1997).

## Życiorys
W latach 1992–1996 studiowała w Narodowym Konserwatorium Uniwersytetu Stambulskiego na wydziale gitary klasycznej. Po ukończeniu studiów studiowała śpiewanie na Wydziale Muzycznym Uniwersytetu w Marmarze.
W 1996 wzięła udział z utworem „Besinci mevsim” w programie wyłaniającym reprezentanta Turcji w 41. Konkursie Piosenki Eurowizji. 17 lutego zwyciężyła w eliminacjach, zdobywszy największe poparcie jurorów, dzięki czemu została wybrana na reprezentantkę kraju w międzynarodowym finale organizowanym w Oslo. 18 maja wystąpiła w konkursie i zajęła 12. miejsce z 57 punktami na koncie.
W 1997 ponownie zakwalifikowała się do programu eliminacyjnego do Konkursu Piosenki Eurowizji, tym razem z piosenką „Dinle”, którą nagrała razem z zespołem Ethnic. 1 marca zaprezentowała się w finale selekcji i zdobyła największe poparcie komisji jurorskiej, dzięki czemu została reprezentantką Turcji w 42. Konkursie Piosenki Eurowizji w Dublinie. 3 maja wystąpiła z drugim numerem startowym w finale konkursu i zajęła trzecie miejsce po zdobyciu 121 punktów, w tym maksymalnych not (12 punktów) od Hiszpanii, Niemiec oraz Bośni i Hercegowiny. Tym samym osiągnęła wówczas najlepszy wynik w historii udziału kraju w konkursie. W sierpniu wydała debiutancki album studyjny pt. Dinle, który promowała singlami „Besinci mevsim” i tytułowy.
Po zakończeniu kariery muzycznej podjęła pracę jako nauczycielka w jednym ze stołecznych liceum w Turcji. Współtworzyła podręcznik wykorzystywany w liceach artystycznych w kraju.

## Dyskografia
Albumy studyjne
- Dinle (1997)